# Röjan (naturreservat)
Röjan är ett naturreservat i Bergs kommun i Jämtlands län.
Området är naturskyddat sedan 1982 och är 6 hektar stort. Reservatet ligger öster om byn Röjan och består av en äng med omgivande åker och skog. Reservatet bildades för att skydda den sällsynta orkidén brunkulla.
Brunkullan är helt beroende av att platsen hålls öppen med slåtter eller bete. I Röjans naturreservat slår man ängen en gång om året. och Några gamla lador finns också bevarade som ett minne av forna dagars slåtter.

## Historia
Förr fanns brunkullorna rikligt i Jämtland och blomman plockade och såldes av skolbarn. På senare år har de gamla slåttrade ängarna försvunnit och därmed har brunkullan blivit ovanlig.